# Elena di Borgogna
Elena o Helie di Borgogna (1080 – 28 febbraio 1141) fu contessa consorte di Tolosa e Marchesa consorte di Provenza, dal 1096, poi contessa consorte di Tripoli dal 1109 al 1112.

## Origine
Secondo il monaco e cronista inglese, Orderico Vitale, era la figlia primogenita del duca di Borgogna Oddone I (1058-1102) e della moglie, Matilde di Borgogna, nota anche come Sibilla di Borgogna (circa 1064 – dopo il 1087), figlia, sempre secondo Orderico Vitale del conte di Borgogna Guglielmo I (1020-1087) e della terza contessa di Vienne, Stefania (1035 – 1088).
Oddone I di Borgogna era il figlio secondogenito dell'erede del ducato di Borgogna, Enrico(figlio secondogenito del duca di Borgogna, Roberto I) e di Sibilla di Barcellona(ca. 1035- dopo il 6 luglio 1074), che secondo lo storico Szabolcs de Vajay, era figlia del conte di Barcellona, Gerona e Osona, Berengario Raimondo I e della moglie (come risulta dalle Europäische Stammtafeln, vol II, 58 -non consultate-), Guisla de Lluçà, figlia del vicario di Balsareny il Signore di Lluça e Villanova, Sunifredo II e di sua moglie, Ermesinda di Balsareny
Elena era cugina del primo re di Portogallo, dal 1139, Alfonso Henriques, che era figlio del fratello di suo padre Oddone, Enrico (1066-1112), che, vassallo del re di Castiglia, Alfonso VI, divenne signore feudale della contea del Portogallo sposando, nel 1093, la figlia illegittima di Alfonso VI, Teresa di León.

## Biografia
Nel giugno del 1095, Elena fu data in moglie a Bertrando, il figlio primogenito del conte di Saint-Gilles, marchese di Gotia, Conte di Tolosa, marchese di Provenza e conte di Tripoli, che fu anche uno dei baroni della Prima Crociata (Crociata dei baroni), Raimondo di Saint Gilles (come risulta dal documento nº 336 del volume V delle Preuves de l'Histoire Générale de Languedoc, inerente ad una donazione, fatta nel 1080 e della sua prima moglie (una cugina di Raimondo), la figlia terzogenita del conte di Provenza, Goffredo I e della moglie Stefania o Dolce (?- dopo il 1096, anno in cui Stefania fece una donazione per l'anima del figlio Bertrando), come viene riportato a pagina 529 delle Note dell'Histoire Générale de Languedoc, Tome II; secondo lo storico Szabolcs de Vajay, Stefania era viscontessa di Marsiglia, figlia del visconte di Marsiglia, Guglielmo II.
Secondo gli Annali Genovesi di Caffaro e de´ suoi continuatori, Vol. 1, il matrimonio di Raimondo con la cugina non era da considerarsi valido, per cui Bertrando era definito un bastardo (bastardus comitis Raymundi comitis sancti Egidii), mentre il monaco benedettino, Guiberto, abate del monastero di Notre-Dame a Nogent, che fu pure storico e teologo, lo definisce figlio naturale (naturali cuidam filio suo).
Come risulta dal documento nº 389 del volume V delle Preuves de l'Histoire Générale de Languedoc, il contratto di matrimonio fu redatto nel giugno del 1095.
Secondo la bolla papale n° XXV Bertrando prima di Elena aveva avuto un'altra moglie di cui non si conosce il nome e che papa Pasquale II, nella bolla, dipinge come persona indegna (propter uxorem abiectam et multiplicata adulteria iamdiu excommunicationi subiectus).
Secondo il Layettes du Trésor des Chartes, nel luglio del 1096, Elena fece una donazione unitamente a marito e suocero
Alla fine di ottobre del 1096, il suocero, Raimondo di Saint Gilles, partì per la Terra santa e lasciando Tolosa con un grande seguito, tra cui Ademaro, vescovo di Le Puy, legato pontificio, suo marito, Bertrando rimase a governare i feudi nel sud della Francia, contea di Tolosa e marchesato di Provenza.
Nel 1097, rivendicando i diritti della moglie, Filippa (figlia d conte di Tolosa, Guglielmo IV), che rivendicava la contea di Tolosa ed il marchesato di Provenza usurpati dallo zio, Raimondo di Saint Gilles, il duca di Aquitania e Guascogna e conte di Poitiers, Guglielmo IX detto il Trovatore, nonostante i possedimenti dei crociati fossero sotto la tutela della chiesa e considerati sacri, invase e occupò la contea di Tolosa. L'occupazione di Tolosa è confermata dalla donazione nº 291 del Cartulaire de l'Abbaye de Saint-Sernin de Toulouse, del luglio 1098, fatta da Guglielmo e Filippa (Willelmus comes et uxor mea Philippia, filia Willelmi comitis Tolosæ) alla Basilica di Saint-Sernin di Tolosa.
Dopo la caduta di Gerusalemme, il 15 luglio 1099, Guglielmo IX, decise di partire per la Terra santa e, in cambio del finanziamento della spedizione, nel dicembre di quello stesso anno, restituì la contea di Tolosa al reggente Bertrando.
Il cambio di governo nella contea di Tolosa ci viene confermato dal documento nº 435 del Cartulaire de l'Abbaye de Saint-Sernin de Toulouse, dove, in data successiva al 1100, Bertrando II di Tolosa, che si definisce conte di Tolosa di Rouergue e d'Albì, conferma la donazione fatta da sua cugina, Filippa, figlia di Guglielmo IV (Philippa, filia Willelmi comitis) alla Basilica di Saint-Sernin di Tolosa.
Secondo lo storico Patrick van Kerrebrouck, nel 1108, Elena seguì il marito, Bertrando, che lasciò Tolosa per la Terra santa, onde entrare in possesso della contea di Tripoli.
Elena, rimasta vedova, in quanto Bertrando morì a Tripoli nel 1112, verso il 1115, si sposò, in seconde nozze, con Guglielmo I Talvas, conte di Alençon e di Ponthieu, anche lui al secondo matrimonio.
Anche il monaco cristiano e scrittore, normanno, Guglielmo di Jumièges, nel caput XXXV del suo Historiae Normannorum scriptores antiqui, ci conferma questo matrimonio.
Elena, che compare citata in un documento in una donazione del 1139, morì nel 1141.

## Figli
Elena a Bertrando diede un solo figlio:
- Ponzio[25] (1096-1137), conte di Tripoli[1];

mentre a Guglielmo ne diede otto:
- Guido II († 1147), conte di Ponthieu[2]
- Guglielmo († dopo il 1166), associato al padre come conte di Alençon, citato in un documento del 1127[26]
- Roberto († dopo il 1171), monaco, citato in un documento del 1127[26]
- Enguerrand († dopo il 1127), citato in un documento del 1127[26]
- Mabille († dopo il 1127), citata in un documento del 1127[26]
- Giovanni I († 1191), conte d'Alençon[27]
- Clémence († prima del 1189), sposata a Juhel, signore di Mayenne[24]
- Ela (o Adélaïde, Hélène) di Ponthieu (1119 circa - 14 ottobre 1174), sposata a Guglielmo di Warenne, III conte del Surrey[24], poi a Patrick di Salisbury, (Patrick FitzWalter), figlio di Gautier (Walter FitzEdward) di Salisbury.

## Ascendenza
|                         |                       |                                     | Genitori                       |  |  | Nonni |  |  | Bisnonni              |  |  | Trisnonni             |  |
|                         |                       |                                     |                                |  |  |       |  |  | Roberto I di Borgogna |  |  | Roberto II di Francia |  |
|                         |                       |                                     |                                |  |  |       |  |  | Roberto I di Borgogna |  |  | Roberto II di Francia |  |
|                         |                       | Costanza d'Arles                    |                                |  |  |       |  |  | Roberto I di Borgogna |  |  |                       |  |
| Enrico di Borgogna      |                       |                                     |                                |  |  |       |  |  | Roberto I di Borgogna |  |  |                       |  |
|                         |                       | Hélie de Semur                      | Dalmazio di Semur              |  |  |       |  |  |                       |  |  |                       |  |
|                         |                       | Hélie de Semur                      | Dalmazio di Semur              |  |  |       |  |  |                       |  |  |                       |  |
|                         |                       | Hélie de Semur                      | Aremburga                      |  |  |       |  |  |                       |  |  |                       |  |
| Oddone I di Borgogna    |                       | Hélie de Semur                      |                                |  |  |       |  |  |                       |  |  |                       |  |
|                         |                       | Berengario Raimondo I di Barcellona | Raimondo Borrell di Barcellona |  |  |       |  |  |                       |  |  |                       |  |
|                         |                       | Berengario Raimondo I di Barcellona | Raimondo Borrell di Barcellona |  |  |       |  |  |                       |  |  |                       |  |
|                         |                       | Berengario Raimondo I di Barcellona | Ermesinda di Carcassonne       |  |  |       |  |  |                       |  |  |                       |  |
| Sibilla di Barcellona   |                       | Berengario Raimondo I di Barcellona |                                |  |  |       |  |  |                       |  |  |                       |  |
|                         |                       | Guilla (o Guisla) de Lluça          | Sunifredo II de Lluça          |  |  |       |  |  |                       |  |  |                       |  |
|                         |                       | Guilla (o Guisla) de Lluça          | Sunifredo II de Lluça          |  |  |       |  |  |                       |  |  |                       |  |
|                         |                       | Guilla (o Guisla) de Lluça          | Ermenesinda di Balsareny       |  |  |       |  |  |                       |  |  |                       |  |
| Elena di Borgogna       |                       | Guilla (o Guisla) de Lluça          |                                |  |  |       |  |  |                       |  |  |                       |  |
|                         | Rinaldo I di Borgogna | Ottone I Guglielmo di Borgogna      |                                |  |  |       |  |  |                       |  |  |                       |  |
|                         | Rinaldo I di Borgogna | Ottone I Guglielmo di Borgogna      |                                |  |  |       |  |  |                       |  |  |                       |  |
|                         | Rinaldo I di Borgogna | Ermentrude di Roucy                 |                                |  |  |       |  |  |                       |  |  |                       |  |
| Guglielmo I di Borgogna | Rinaldo I di Borgogna |                                     |                                |  |  |       |  |  |                       |  |  |                       |  |
|                         |                       | Alice di Normandia                  | Riccardo II di Normandia       |  |  |       |  |  |                       |  |  |                       |  |
|                         |                       | Alice di Normandia                  | Riccardo II di Normandia       |  |  |       |  |  |                       |  |  |                       |  |
|                         |                       | Alice di Normandia                  | Giuditta di Bretagna           |  |  |       |  |  |                       |  |  |                       |  |
| Matilde di Borgogna     |                       | Alice di Normandia                  |                                |  |  |       |  |  |                       |  |  |                       |  |
|                         |                       | …                                   | …                              |  |  |       |  |  |                       |  |  |                       |  |
|                         |                       | …                                   | …                              |  |  |       |  |  |                       |  |  |                       |  |
|                         |                       | …                                   | …                              |  |  |       |  |  |                       |  |  |                       |  |
| Stefania di Borgogna    |                       | …                                   |                                |  |  |       |  |  |                       |  |  |                       |  |
|                         |                       | …                                   | …                              |  |  |       |  |  |                       |  |  |                       |  |
|                         |                       | …                                   | …                              |  |  |       |  |  |                       |  |  |                       |  |
|                         |                       | …                                   | …                              |  |  |       |  |  |                       |  |  |                       |  |
|                         |                       | …                                   |                                |  |  |       |  |  |                       |  |  |                       |  |

### Fonti primarie
- (LA)  Cartulaire de l'église de Saint-Sépulchre de Jerusalem.
- (LA)  Historia Ecclesiastica, Libri tredicim, Tomus V.
- (LA)  Ordericus Vitalis, Historia Ecclesiastica, vol. unicum.
- (LA)  Chronique de Robert de Torigni, abbé du Mont-Saint-Michel, tome I.
- (LA)  Preuves de l'Histoire Générale de Languedoc, tome V.
- (LA)  Bullaire de l'Abbaye de Saint-Gilles.
- (LA)  Cartoulaire de l'abbaye de Saint-Victor de Marseille, tome II.
- (LA)  Guiberto Historia quæ dicitur gesta dei per Francos, livre II.
- (LA)  Annali Genovesi di Caffaro e de´ suoi continuatori, Vol. 1.
- (LA)  Cartulaire de l'Abbaye de Saint-Sernin de Toulouse.

### Letteratura storiografica
- Louis Alphen, La Francia nell'XI secolo, in "Storia del mondo medievale", vol. II, 1999, pp. 770–806
- William B. Stevenson, La prima crociata, in «Storia del mondo medievale», vol. IV, 1999, pp. 718–756
- Charles Lethbridge Kingsford, Il regno di Gerusalemme, 1099-1291, in «Storia del mondo medievale», vol. IV, 1999, pp. 757–782